# Aurornis xui
Aurornis là một chi khủng long lông vũ. Chi này chứa một loài duy nhất, Aurornis xui /aʊərˈɒrnɪs ˈʃuː.iː/ được miêu tả dựa trên một hóa thạch được tìm thấy trong tầng kiến tạo Tiaojishan của Liêu Ninh, Trung Quốc, trong lớp đá có niên đại từ kỷ Jura muộn (giai đoạn Oxfordian), khoảng 160 triệu năm trước.
Aurornis là loài có lông vũ cơ bản nhất sử dụng một phân tích phát sinh loài thực hiện bởi các nhà nghiên cứu nó. Một số nhà khoa học cho rằng nó là đại diện của loài chim có mặt sớm nhất trên Trái Đất nhưng các nhà khoa học khác lại cho rằng loài này thuộc nhóm khủng long giống chim - loài khủng long có lông vũ giống như chim nhưng không biết bay.
Hiện tại vẫn đang có các tranh luận quanh phát hiện này, nhưng các nhà khoa học cho rằng hóa thạch này sẽ giúp giới khoa học có cái nhìn mới về sự tiến hóa của loài chim. Trước khi Aurornis được phát hiện, kỷ lục khủng long lông vũ lâu đời nhất thuộc về Archaeopteryx, có niên đại cách nay 150 triệu năm.